# Ferney Lozano
Ferney Lozano, né à Buga, est un administrateur public et homme politique colombien, député régional de Valle del Cauca et vice-président de Colombia Humana depuis le 19 août 2024.
En mars 2006, il est nommé maire de Yumbo par intérim. L'année suivante, aux élections d'octobre 2007 (es) avec le POLO, il est élu maire de la municipalité. Son élection est annulée en 2009, pour avoir exercé le même mandat avant son élection.
Proche de Gustavo Petro depuis les années 2010 comme Gloria Flórez, il est coordinateur de sa campagne dans le Valle del Cauca pendant l'élection de 2010 avec le POLO, il rallie sa scission Progresistas en 2011. En 2013, il est son conseiller à la mairie de Bogota puis coordonne ses deux campagnes en 2018 et 2022.
Candidat en tant que gouverneur du Valle del Cauca avec le Pacte historique en octobre 2023, il accepte son siège de député régional. En août 2024, il est élu vice-président de Colombia Humana.

## Biographie

### Études
Ferney Lozano est né à Buga (Valle del Cauca). Il est diplômé en tant qu'administrateur public de l'École supérieure d'administration publique (es) et diplômé de l'Université de Santiago de Cali (es) en tant que spécialiste du droit constitutionnel et administratif.

## Parcours politique

### Conseiller de Yumbo et du Valle del Cauca
Il démarre son parcours publique en tant que conseiller de la municipalité de Yumbo. Il a été successivement conseiller du logement et du développement économique de la ville.
En 2005, pendant deux ans, il est conseiller du gouverneur de Valle del Cauca Angelino Garzón.

### Maire de Yumbo
En mars 2006, il est nommé maire de Yumbo par intérim par le gouverneur Angelino Garzón. L'année suivante, lors des élections d'octobre 2007 (es), il est élu maire de la même municipalité avec le Pôle démocratique alternatif.
Cependant, son élection est annulée en janvier 2009 par le Conseil d'État, puisqu'il est jugé inhabilité au mandat pour avoir exercé la même fonction dans les vingt quatre mois qui précédent l'élection d'octobre 2007.

### Proche de Gustavo Petro

#### Coordinateur de la campagne présidentielle de 2010, 2018 et 2022
Lors de l'élection présidentielle de 2010, il est le coordinateur de la campagne du candidat Gustavo Petro (POLO) dans le département du Valle del Cauca.
Lors des élections de 2018 et 2022, il coordonne la campagne de Gustavo Petro dans son département d'origine.

#### Conseiller à Bogota et candidat à la Chambre des représentants en 2022
En 2013, il est nommé conseiller au Secrétariat de développement économique de la mairie de Bogota pendant le mandat de Gustavo Petro. 
Lors des élections législatives de 2022, il est candidat sur la liste du Pacte historique à la Chambre des représentants dans le Valle del Cauca, il n'est pas élu. 

### Candidat en tant que gouverneur du Valle del Cauca en 2023
En février 2023, il se déclare en tant que pré-candidat du parti Colombia Humana à la fonction de gouverneur du Valle del Cauca pour les élections régionales d'octobre 2023. 
En août, il est désigné en tant que candidat officiel de la coalition du Pacte historique. À l'issue de l'élection, il termine à la seconde place avec 209 097 voix (12,57%).

### Député régional et vice-président de Colombia Humana
En novembre 2023, quelques jours après l'élection, Ferney Lozano accepte le siège de député régional du Valle del Cauca réservé à l'opposition, en tant que candidat arrivé deuxième de l'élection,. Il siège avec le Pacte historique.
En août 2024, il est élu vice-président du parti Colombia Humana, sous la présidence de Gloria Flórez. Les deux sont élus à la présidence du parti avec l'objectif de créer un parti unique de gauche avec l'ensemble des membres de la coalition du Pacte historique avant les élections de 2026.